# Strobilanthes ruficapillis
Strobilanthes ruficapillis är en akantusväxtart som beskrevs av Ridley. Strobilanthes ruficapillis ingår i släktet Strobilanthes och familjen akantusväxter. Inga underarter finns listade i Catalogue of Life.